# Torreón (condado de Torrance)
Torreón es un lugar designado por el censo ubicado en el condado de Torrance en el estado estadounidense de Nuevo México. En el Censo de 2010 tenía una población de 237 habitantes y una densidad poblacional de 11,09 personas por km².

## Geografía
Torreón se encuentra ubicado en las coordenadas 34°43′27″N 106°18′3″O / 34.72417, -106.30083. Según la Oficina del Censo de los Estados Unidos, Torreón tiene una superficie total de 21.36 km², de la cual 21.36 km² corresponden a tierra firme y (0%) 0 km² es agua.

## Demografía
Según el censo de 2010, había 237 personas residiendo en Torreón . La densidad de población era de 11,09 hab./km². De los 237 habitantes, Torreón (Torrance County) estaba compuesto por el 61.6% blancos, el 0.42% eran afroamericanos, el 0.84% eran amerindios, el 0% eran asiáticos, el 0% eran isleños del Pacífico, el 34.18% eran de otras razas y el 2.95% pertenecían a dos o más razas. Del total de la población el 72.15% eran hispanos o latinos de cualquier raza.